# IPad Pro (第五代)
第五代iPad Pro是一台由蘋果公司所開發、銷售的平板電腦。2021年4月21日（凌晨1點），蘋果在官網發布第五代iPad Pro，包括iPad Pro 11吋（第3代）及iPad Pro 12.9吋（第5代）。
第五代iPad Pro與上一任螢幕尺寸以及配色保持一致。另外，芯片首次采用了Mac系列的Apple M1芯片，儲存空間新增最高達2TB，前置攝像頭新增Center Stage，可以智能跟隨人物，接口升級為Thunderbolt接口，並在Wifi+移動數據版中加入5G網絡支援。12.9吋版採用mini-LED背光和XDR螢幕，銳利度、色彩、亮度會明顯優於 iPad Pro 2020 LCD螢幕。此外，Magic Keyboard也新推出白色。此外也有很多人認為iPad Air（第四代）比此代iPad Pro好用及便宜很多。

## 時間線
|  |